# Juan Batlle Planas

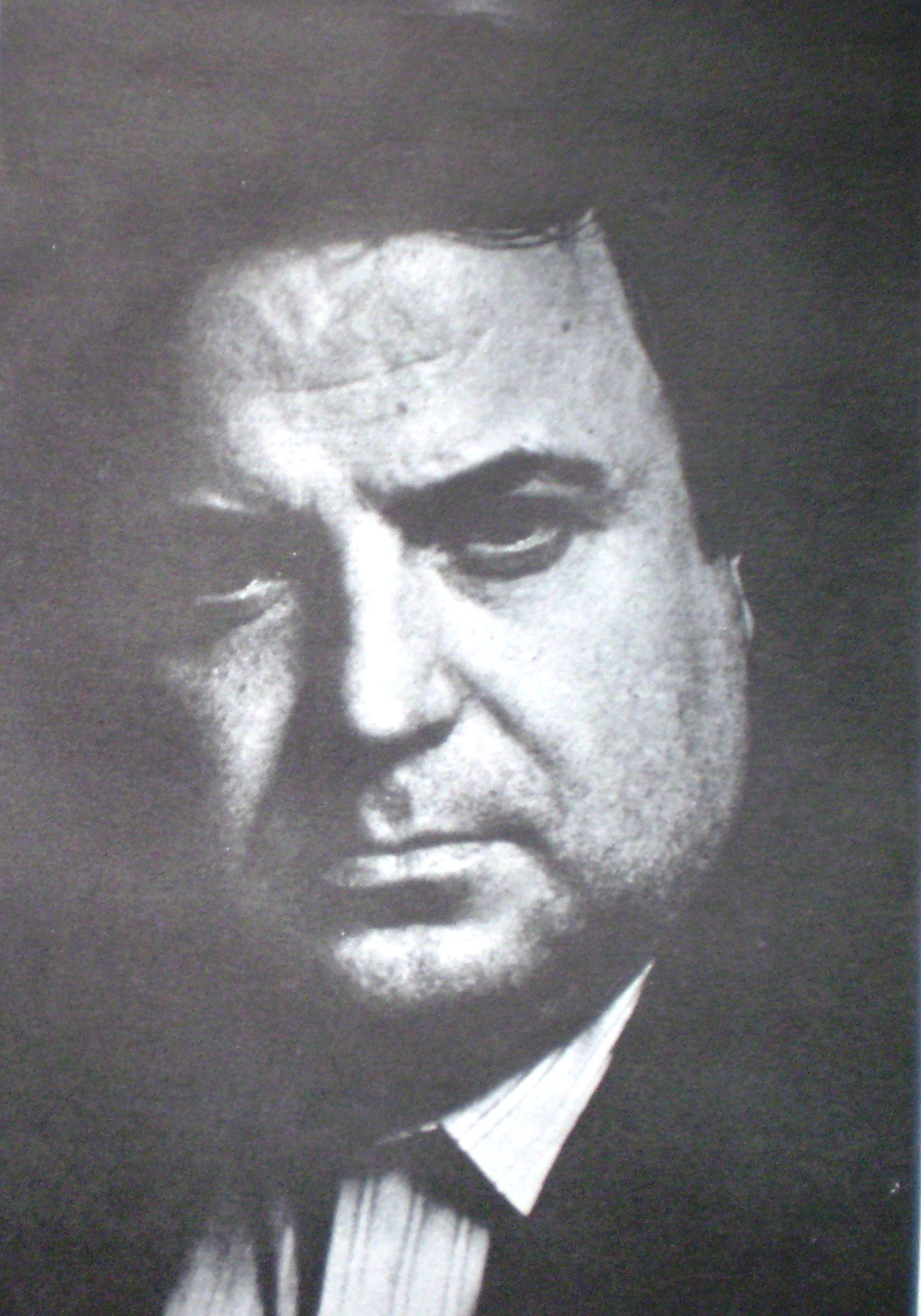
Juan Batlle Planas

Juan Miguel Luis Batlle Planas (* 3. März 1911 in Torroella de Montgrí, Provinz Girona, Spanien; † 8. Oktober 1966 in Buenos Aires, Argentinien) war der bedeutendste Vertreter des Surrealismus in der bildenden Kunst Argentiniens.
1913 siedelte er als Zweijähriger mit seinen Eltern nach Buenos Aires über, das er zeit seines Lebens nicht mehr verließ. Der katalanischen Gemeinde blieb er eng verbunden und war daher früh und gut mit den Werken von Joan Miró, Salvador Dalí, Pablo Picasso und Antoni Tàpies vertraut. In einer Gewerbeschule (Escuela Industrial), die er von 1924 an besuchte, spezialisierte er sich auf Mechanik und Textilfärbung. 1926 erlernte er die Gravierkunst. Seit 1928 war er stark vom Zen-Buddhismus, seit 1931 von der Psychoanalyse beeinflusst. Erste automatische Zeichnungen entstanden 1930. 1934 wandte er sich endgültig dem Surrealismus zu. Er schuf Zeichnungen, Gravuren, Ölbilder, Wandgemälde, Skulpturen, bewegliche Objekte, illustrierte Bücher, entwarf Theaterkostüme und -dekorationen und schrieb seit 1937 auch Gedichte.
Neben dieser schöpferischen Tätigkeit wirkte er auch als Theoretiker und Lehrer. So unterrichtete er ab 1947 Malerei und Bildhauerei im eigenen Atelier und gab ab 1953 Kurse über die Psychologie der Form.

## Namensschreibweise
Der Familienname, unter dem die Familie nach Argentinien auswanderte, lautete wahrscheinlich Batlle Planes, doch hat sich die Schreibweise Batlle Planas durchgesetzt. Hin und wieder wird der Name auch als Battle Planas wiedergegeben.